# مسلسل قصير

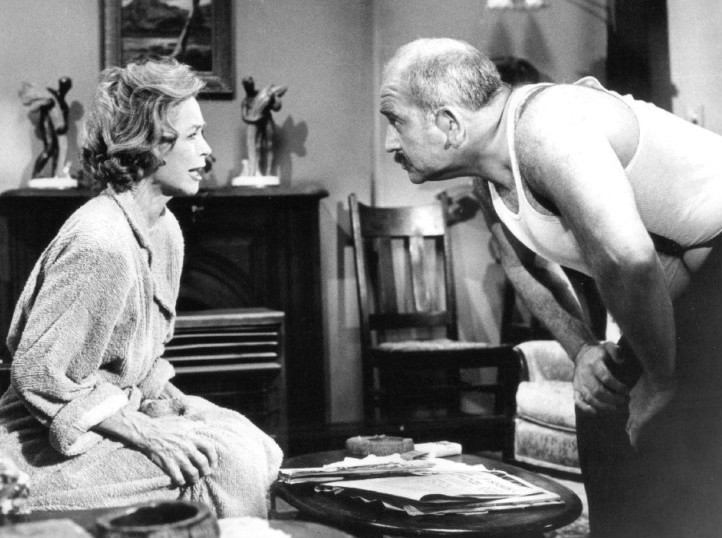

مسلسل قصير أو مسلسل مصغر وهو برنامج تلفزيوني عادةً ما تكون محددة بحكاية وتكون عدد حلقات المسلسل أقل من المسلسل العادي وعادةً لا تتجاوز 10 حلقات وتسمى أيضاً بالمسلسلات المُحددة.